# Dieter Schatzschneider
Dieter Schatzschneider (Hannover, 26 aprile 1958) è un allenatore di calcio ed ex calciatore tedesco, di ruolo attaccante.

## Biografia
Detiene il record di reti segnate in Zweite Bundesliga, 153, la maggior parte delle quali segnate con la maglia dell'Hannover 96.

## Palmarès

### Individuale
- Capocannoniere della Zweite Bundesliga: 1

1982-1983 (31 reti)